# 神の抵抗軍
神の抵抗軍（かみのていこうぐん、Lord's Resistance Army: 略称 LRA）は、ウガンダの反政府武装勢力。

## 概要
1987年にジョゼフ・コニーによって結成された。主にコンゴ民主共和国東部、ウガンダの北部地域と南スーダンの一部で活動している。彼らとウガンダ政府軍との紛争は、アフリカで進行中の長期紛争の一つである。コニーは自らを霊媒であると主張し、十戒とアチョリの伝統に基づく国家建設を掲げている。
2000年代後半、ウガンダ軍の掃討によってその規模を縮小させているが、依然として住民の殺害や襲撃等を行っている。LRAによる被害の中でも子供に対する犯罪は特に深刻で、子供を拉致し、強制的に少年兵にしたり、性的奴隷にしたりして国際的な非難をあびている。

## 歴史

### 背景
1986年1月アチョリ出身のティトー・オケロ大統領が南西部を支持基盤とするヨウェリ・ムセベニの国民抵抗軍（NRA）により打倒された（ウガンダ内戦、ルウェロ戦争）。アチョリは彼らによる伝統となっていた国軍の支配を奪われることを恐れ、またNRAが受けた残忍な対反乱作戦、特にルウェロ三角地域での虐殺に対する報復を受けることを恐れた。8月までに政府軍占領下の北部で民衆反乱が起こった。

### 初期
1987年1月、ジョゼフ・コニーは、アリス・アウマの聖霊運動 (HSM)に連なる霊媒として現れた。コニーは、元ウガンダ人民民主軍 (UPDA) 司令官オドン・ラテクから、一般市民を標的にしたゲリラ作戦の指示を受け、元UPDA師団を掌握した。1991年まで、LRAは人々を襲撃し、短期間誘拐された村人によって略奪が実行された。NRA部隊もまた、残忍な行動で知られていたことから、LRAは少なくともアチョリ人の何割かから受動的な支持を得た。
1991年3月に、ウガンダ政府による「北部作戦」が開始された。これは、住民のLRAへの支持を切り崩し、LRAを壊滅させることを図るものであった。この北部作戦の一環として、和平担当相に、アチョリのベティ・オイェラ・ビゴンベが任命された。また、西エクアトリア州では、弓矢で武装した自警団「アロー・ボーイズ」（矢集団）が作られたが、LRAはこれを圧倒した。しかし、コニーは矢集団の創設そのものに怒り、LRAは政府支持者とみなしうる多数のアチョリを殺害した。この結果、アチョリの大半はLRAの反乱に反対するようになった。
この北部作戦の失敗の後、ビゴンベ大臣は、LRAと政府の代表の間で初の対面の交渉を始めた。LRAは戦闘員の恩赦を求め、彼らは降伏しないが「帰郷する」意思があると述べた。ただし、政府の姿勢は、LRAの交渉者の信憑性に関する内部の意見の相違の影響を受けた。特に軍はコニーがビゴンベ大臣と交渉しつつも、スーダン政府からも支援を受けるべく交渉していたことを知り、コニーが時間稼ぎをしているだけだと感じた。その後、交渉は厳しさを増し、1994年2月2日に、LRAは「NRAが自分たちを嵌めようとしている」と宣言して、交渉から離脱した。この4日後に、ムセヴェニ大統領は、7日後を最終期限としてLRA掃討を再開すると発表した。この最後通告で、ビゴンベ大臣による和平交渉は中断された。

### 国際紛争化
1994年2月6日にムセヴェニが最後通告を発して2週間後に、LRAの兵士が北部国境を越え、スーダン（当時）の南部において「スーダン政府の用意した訓練基地で活動している」と報告された。スーダン政府のLRAへの支援は、「ウガンダ政府によるスーダン人民解放軍への支援に対する報復である」とされた。また、アチョリがムセベニ政権に協力していると確信したコニーは、民間人を標的とした攻撃を強めた。人体の切断（特に耳、唇、鼻を切り落すこと）は当たり前になった。そして、1994年には、こどもや青年の大規模な拉致が初めて行われた。
1995年4月には、Atiakで大虐殺が起きたen:Atiak massacre。
LRAによる大虐殺のうち、最も有名なものは、1996年に139人の女生徒が誘拐されたアボケの誘拐である。
1996年から政府によって「保護村」が創設されたが、住民はこの保護キャンプの中でさえLRAに攻撃されるようになり、多くのアチョリが政府への敵対的な態度を深めた。キャンプは混雑し、不衛生で、生活するには惨めな場所である。一方で、1997年にスーダンの政府は、強硬な姿勢を後退させはじめた。

### ガランバ攻勢
第二次コンゴ戦争以降、ウガンダとコンゴ民主共和国の政府間関係は険悪化していたが、2008年12月には、コンゴ民主軍、ウガンダ軍、南スーダン自治政府軍（SPLA、現・南スーダン軍）共同のLRA掃討作戦「ライトニング・サンダー」（2008年12月14日 - 2009年3月15日）が行われた。この作戦にはアメリカも支援を行った。アメリカの議会は2009年にLRA非武装・北ウガンダ再建法案（Lord's Resistance Army Disarmament and Northern Uganda Recovery Act）を可決した。
2009年、コンゴ民主共和国東部州 (コンゴ)en:Haut-Uele Districtのマコンボで、LRAによるマコンボ虐殺（12月14日 - 12月17日）が起こった。
アメリカは、2011年10月には約100名の戦闘部隊をウガンダに派遣した後、南スーダンや中央アフリカ、コンゴ民主共和国の賛同を得ながら各国に展開し、LRAの指導者や幹部の捕捉を支援すると表明している。
2012年5月13日、ウガンダ軍は、LRA掃討作戦の中で、LRAの5人の最高幹部の1人であるアチェラム司令官を拘束した。

## 戦争犯罪

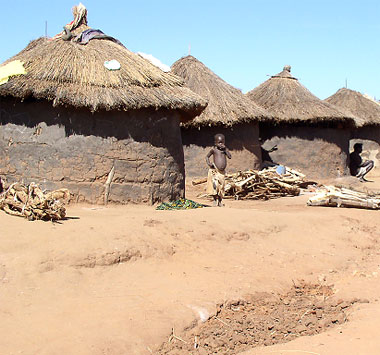
キトゥグム近郊のラブジェ国内避難民 (IDP) キャンプ (USAID)

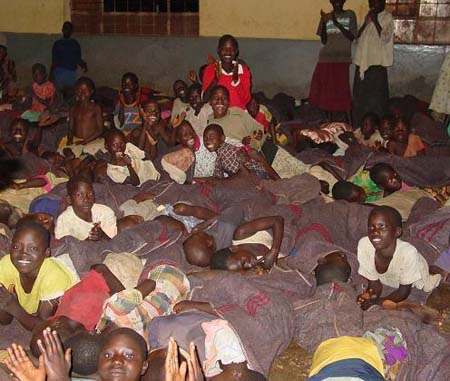
神の抵抗軍による拉致を避けるため、子供たちは毎晩、教会、病院、駅などに集まり、そこで眠って翌日に自宅へ帰るという生活を続けている。

国際刑事裁判所が引用している情報によると、1980年代後半からの内戦で、LRAによって拉致された子供は20,000人以上にのぼり、LRAの戦闘員の85%は、11歳から15歳の拉致された子供たちである。彼らは、反政府運動への加入の儀式として行われる殺人、手足の切断を含む非人道的行為、重労働、略奪、放火、子供の拉致などを強いられている。女子の場合は、LRA指導者の使用人として扱われ、長時間にわたる家事労働を強いられたり、性的に搾取されて、望まない妊娠や性病感染の危険にさらされている。この様子は、ドキュメンタリー映画『インビジブル・チルドレン』でも扱われた。
ウガンダのムセヴェニ大統領は、このような事態に終止符を打つため、LRAの幹部を処罰すべく、2003年12月に国際刑事裁判所の検察官に事態を付託し、捜査を要請した。これを受け、国際刑事裁判所の主任検察官は2004年1月29日、予備捜査を開始することを発表、2004年6月23日に公式に捜査を開始したと発表した。2005年10月5日、国際刑事裁判所は、ジョセフ・コニーを含む5人のLRA幹部の国際逮捕状を発行した。
2008年12月30日、キリスト教系国際慈善団体カリタス（本部ヴァチカン）は、LRAがその前週のクリスマス期間中に、コンゴ民主共和国（旧ザイール）北部で住民約480人を殺害したとする声明を出した。この声明によれば、スーダン国境沿いにあるファラジェで25、26の両日、教会などがLRA部隊に襲われ、約150人が死亡したほか、少なくとも4地域でも同様の襲撃があり、計336人が殺害された。また、避難民は6,500人に上り、拉致された子供もいるという。
2010年3月27日、国際人権団体のヒューマン・ライツ・ウオッチは、2009年末、LRAが少なくとも民間人321人を殺害、女性ら250人を拉致したとする報告書を発表した。また、拉致された者には、少なくとも子供80人が含まれるという。この報告書によると、この虐殺が起きたのは2009年12月14日から17日までで、少なくとも10カ所の村落が襲撃され、住民は斧やなた、大型の木製棒などで惨殺されたという。また、被害から逃れた村民によると、拉致された子供は、命令に従わない子供を殺害するよう強制されているという。ヒューマン・ライツ・ウオッチは、LRAによる23年間の武装闘争の中でこの虐殺は最悪の規模だと非難した。また、この虐殺が数か月も表面化しなかったことについて、コンゴ民主共和国とウガンダの両政府の責任にも言及している。
同時に、コンゴ民主共和国北東部に展開する国連平和維持軍約1,000人による住民保護は不十分な態勢にあると指摘している。同国政府は「神の抵抗軍は国内の治安維持で重大な脅威でない」と主張していた。
2015年1月、ウガンダ軍は、国際刑事裁判所が逮捕状を出している幹部の1人、ドミニク・オングウェンが中央アフリカ国内で投降し、拘束していることを発表した。
2021年2月4日、オランダ・ハーグの国際刑事裁判所は、ドミニク・オングウェン被告に対し殺人や拷問、奴隷行為、レイプ、強制妊娠などの戦争犯罪で有罪の判決を言い渡した。最大30年の禁錮刑が言い渡される見込みである。

## 画像

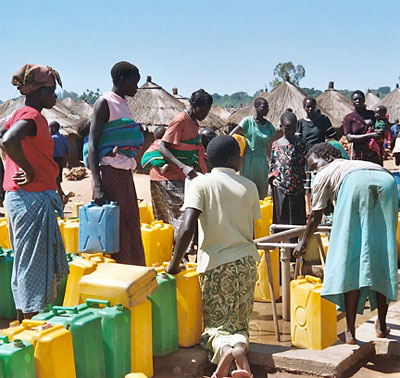
難民キャンプで、水を汲む避難民
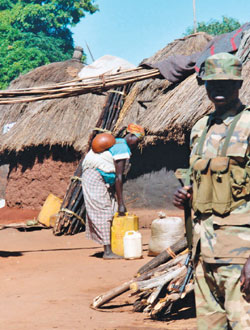
難民キャンプを守る兵士
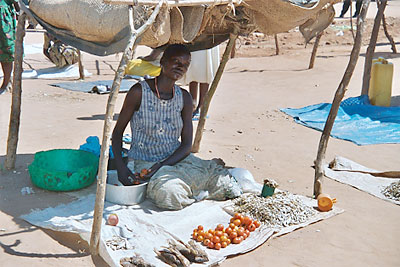
難民キャンプの露店
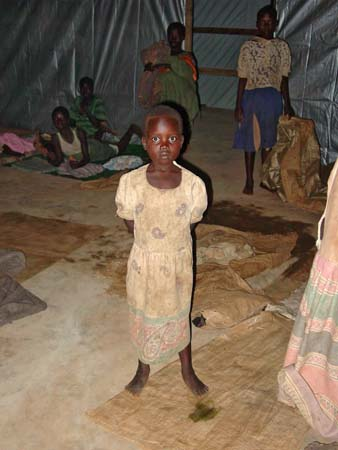
安全を確保するため、子供は夜毎に大きな街や難民キャンプに移動する。彼らは夜間通勤者（Night Commuter）と呼ばれる。

## 脚註
1. ↑  LRA はこれまでに複数の異なる名称で知られる。Lakwena Part Two（第二ラクウェナ）、Lord's Army（主の軍、1987年 - 1988年）、Uganda Peoples' Democratic Christian Army（ウガンダ人民民主キリスト教軍、UPDCA, 1988年 - 1992年）1992年以降、神の抵抗運動/軍 (Lord's Resistance Movement/Army, LRM/A, LRA/M) と名乗るようになった。
2. ↑  "Interview with Vincent Otti, LRA second in command" - ウェイバックマシン（2007年9月29日アーカイブ分） - IRIN In Depth, June 2007
3. ↑  "A leadership based on claims of divine revelations" - ウェイバックマシン（2007年9月29日アーカイブ分） - IRIN In Depth, June 2007
4. ↑  “ウガンダ反政府勢力がコンゴで子ども90人を誘拐、ユニセフが即時解放を要請”. AFP.BB.News. (2008年9月23日)
5. ↑  Doom, R. and K. Vlassenroot. "Kony's message: a new koine? The Lord's Resistance Army in Northern Uganda," African Affairs 98 (390), p. 9
6. 1 2 3  O’Kadameri, Billie. "LRA / Government negotiations 1993-94" in Okello Lucima, ed., Accord magazine: Protracted conflict, elusive peace: Initiatives to end the violence in northern Uganda, 2002.
7. ↑  Gersony, Robert. The Anguish of Northern Uganda: Results of a Field-based Assessment of the Civil Conflicts in Northern Uganda - ウェイバックマシン（2003年11月18日アーカイブ分） (PDF), US Embassy Kampala, March 1997
8. ↑  Amnesty International, Human rights violations by the National Resistance Army - ウェイバックマシン（2004年11月29日アーカイブ分）, December 1991.
9. ↑  Dolan, Chris. What do you remember? A rough guide to the war in Northern Uganda 1986-2000 - ウェイバックマシン（2003年1月12日アーカイブ分） (PDF), COPE Working Paper No. 33, 2000, p. 19.
10. ↑  Weeks, Willard. Pushing the Envelope: Moving Beyond 'Protected Villages' in Northern Uganda - ウェイバックマシン（2005年9月22日アーカイブ分） (PDF), for UNOCHA Kampala, March 2002, p. 4
11. ↑  海外安全ホームページ、日本国外務省、2009年12月末現在。
12. ↑  “ウガンダに米軍兵士を派遣、武装勢力指導者の捕そく支援”. CNN.co.jp. (2011年10月15日)[リンク切れ]
13. ↑  “「神の抵抗軍」幹部を拘束　ウガンダ軍”. 産経新聞. (2012年5月13日).  オリジナルの2012年5月14日時点におけるアーカイブ。
14. ↑  “住民321人を殺害、250人拉致 コンゴの反政府武装組織”.   CNN.co.jp (2010年3月28日). 2010年4月1日時点のオリジナルよりアーカイブ。2010年3月29日閲覧。
15. ↑  “「神の抵抗軍」幹部を米軍が拘束、ウガンダ軍発表”. AFPBBNews (フランス通信社). (2015年1月8日) 2015年1月11日閲覧。
16. ↑  “ウガンダ「神の抵抗軍」幹部に有罪判決、遺族「生涯刑務所に」”.   CNN (2021年2月7日). 2021年2月6日閲覧。